# DS Automobiles
DS Automobiles é uma marca francesa de carros de luxo premium, uma marca de propriedade da Stellantis. A marca independente DS foi criada em 2014, a partir da antiga submarca DS e linha inspirada em modelos de carros da Citroën fabricados desde 2009, embora tenha sido separada da Citroën na Ásia desde 2012.
Inicialmente criada em 2009 como uma divisão de alta gama da fabricante francesa Citroën e promovida em 2014 como uma quinta marca do Grupo PSA constituído pela Citroën, Peugeot, Opel e Vauxhall. DS é uma abreviatura de Different Spirit ou Distinctive Series (embora a referência ao histórico Citroën DS seja evidente (em Portugal, às vezes, é conhecido como boca de sapo), para funcionar em paralelo com seus carros tradicionais. O nome também é um jogo de palavras, já que em francês é pronunciado como a palavra déesse, que significa deusa. Desde 2014 (e desde 2012 na China), a marca Citroën foi retirada dos modelos da linha DS, e a DS continuou como uma marca premium autônoma desenvolvida a partir da Citroën. Seu nome deriva do antigo Citroën DS, também chamado de boca de sapo.

## Galeria

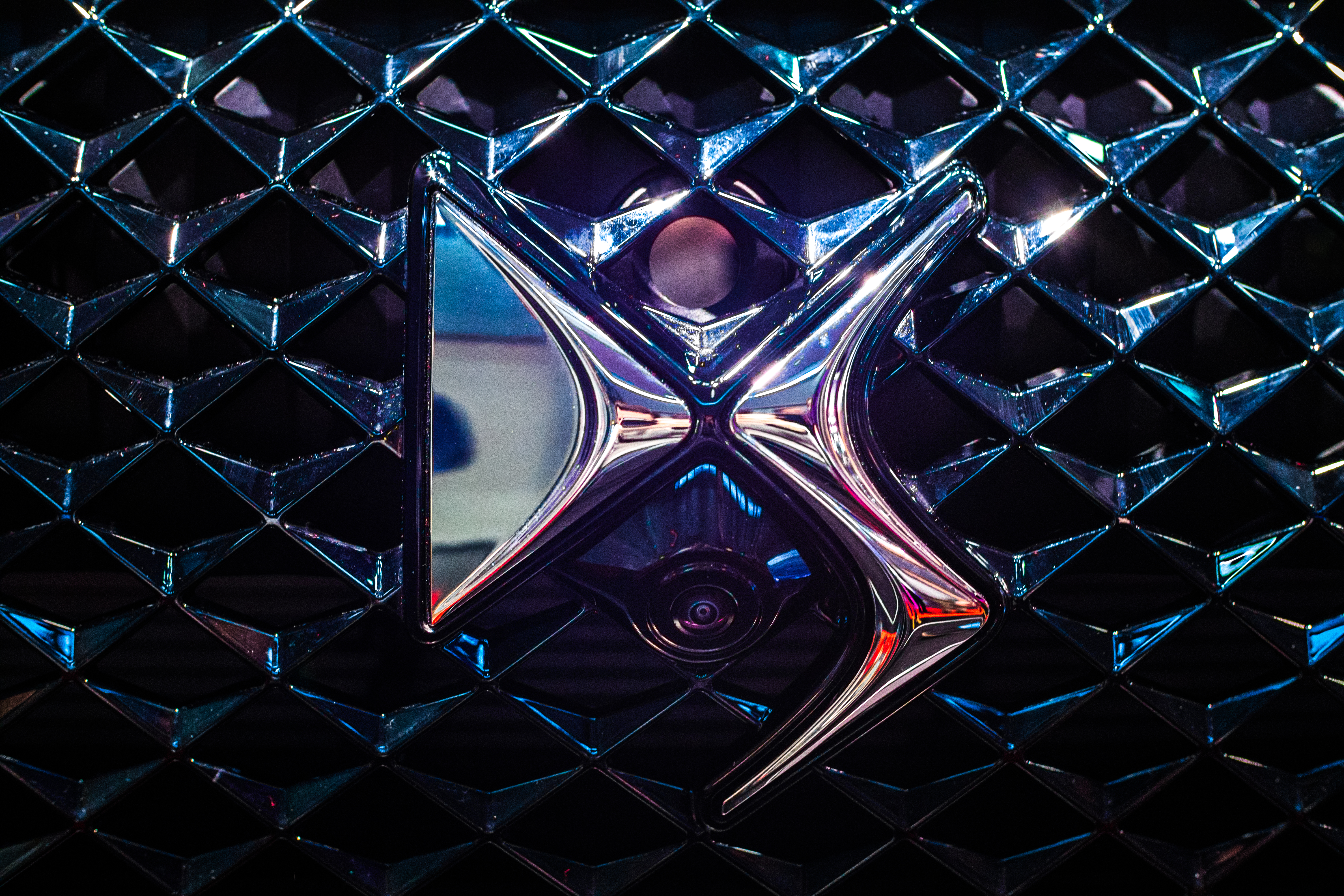
Simbolo da DS em um carro.
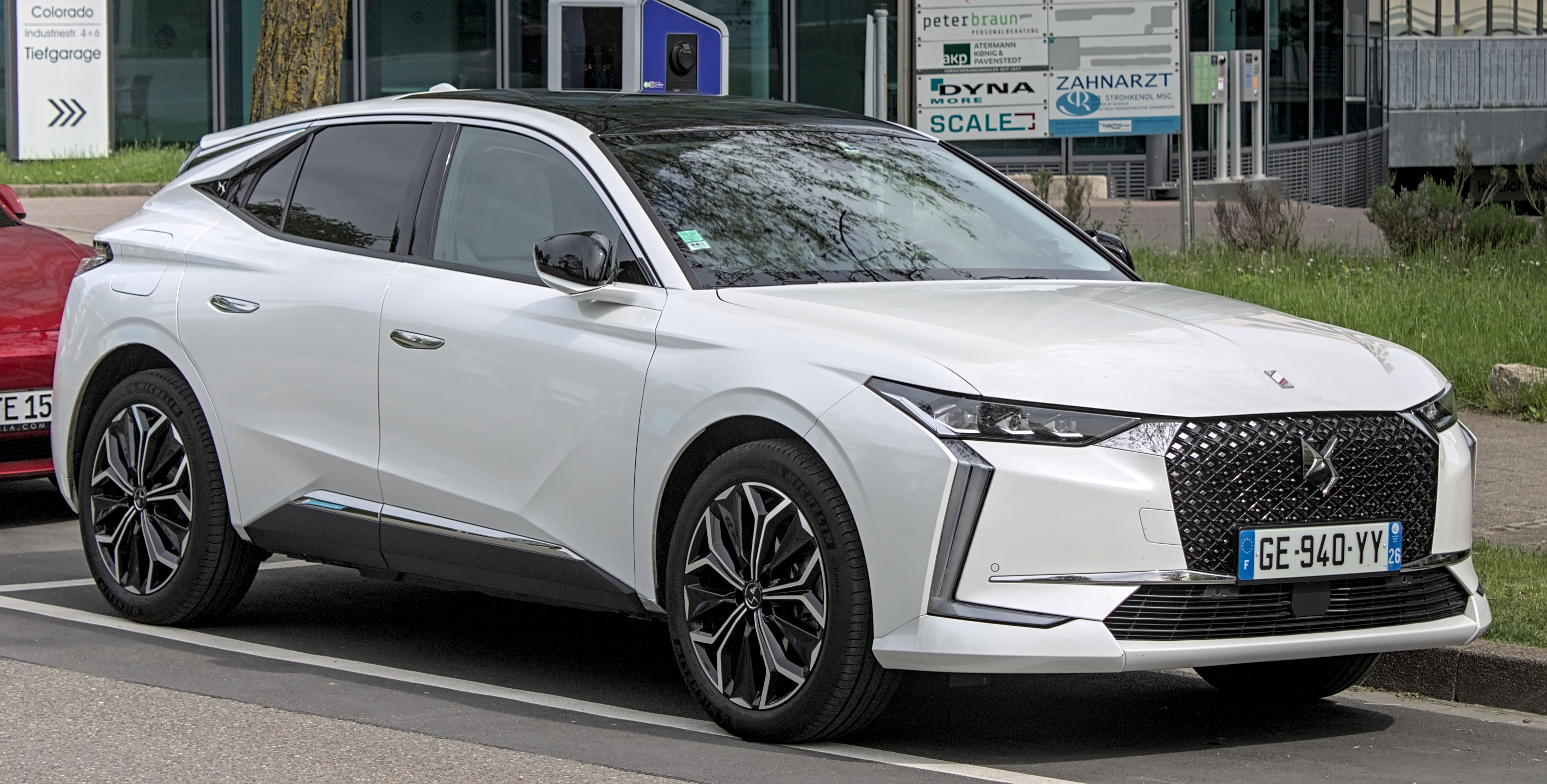
DS 4
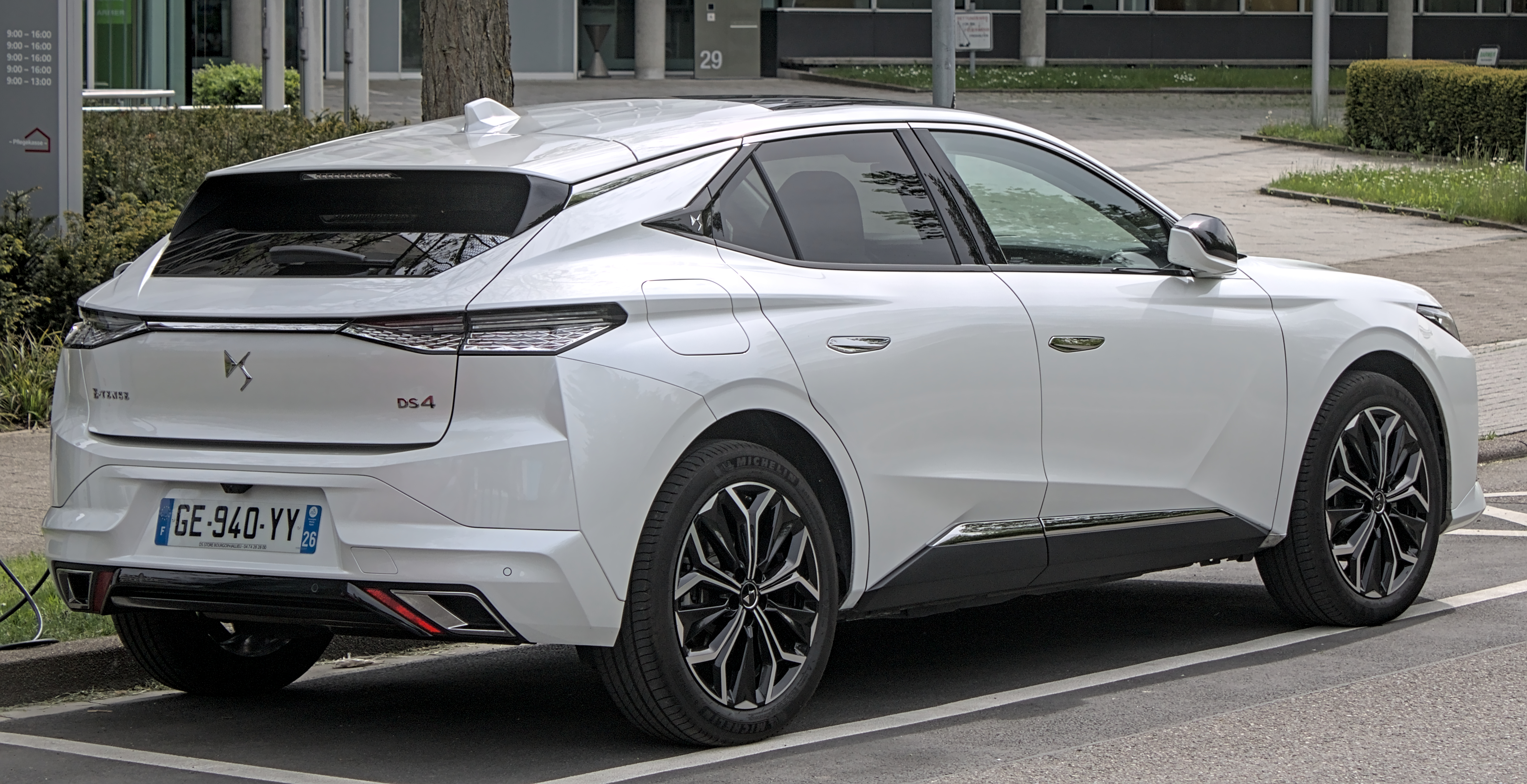
DS 4
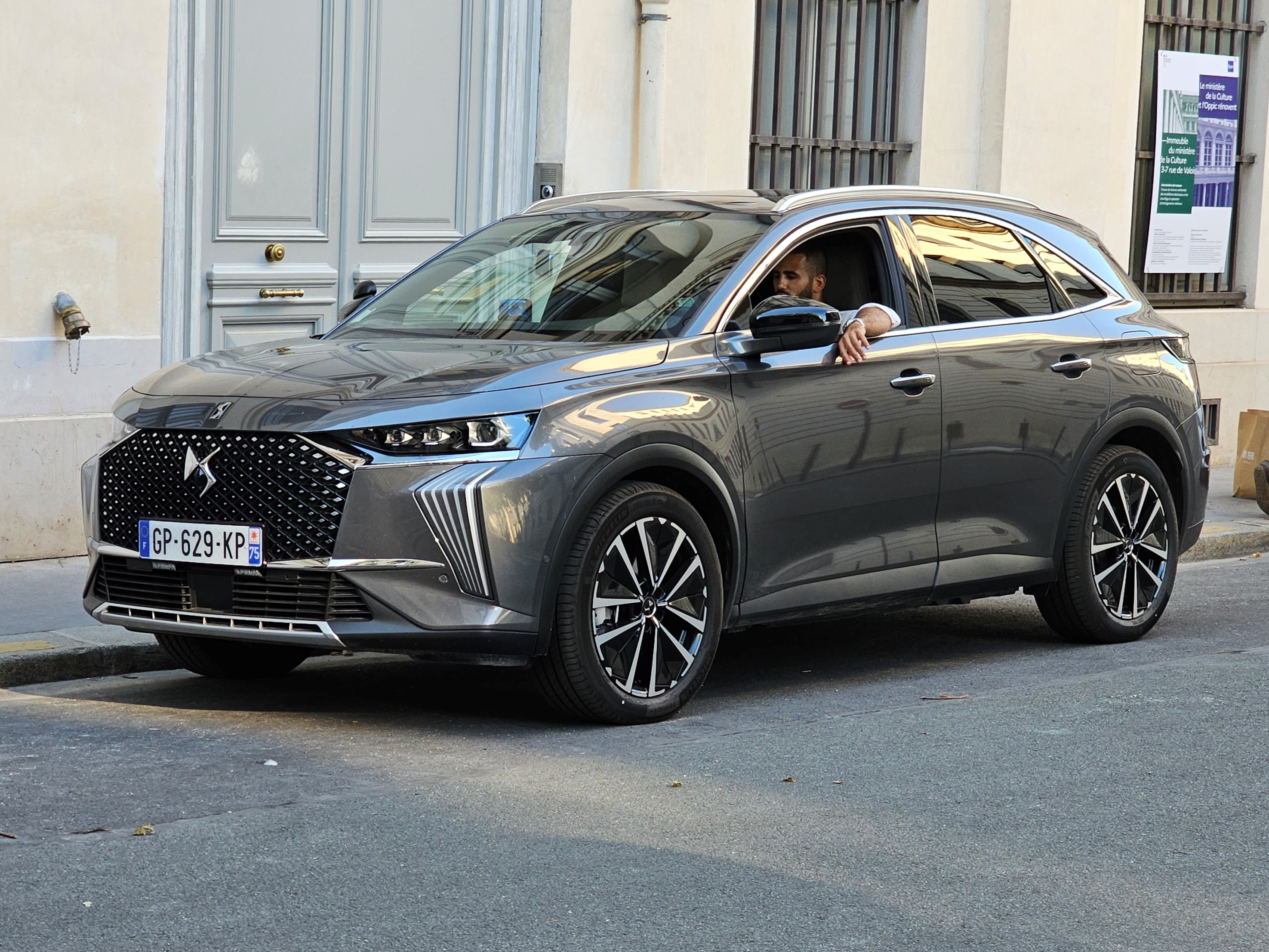
DS 7
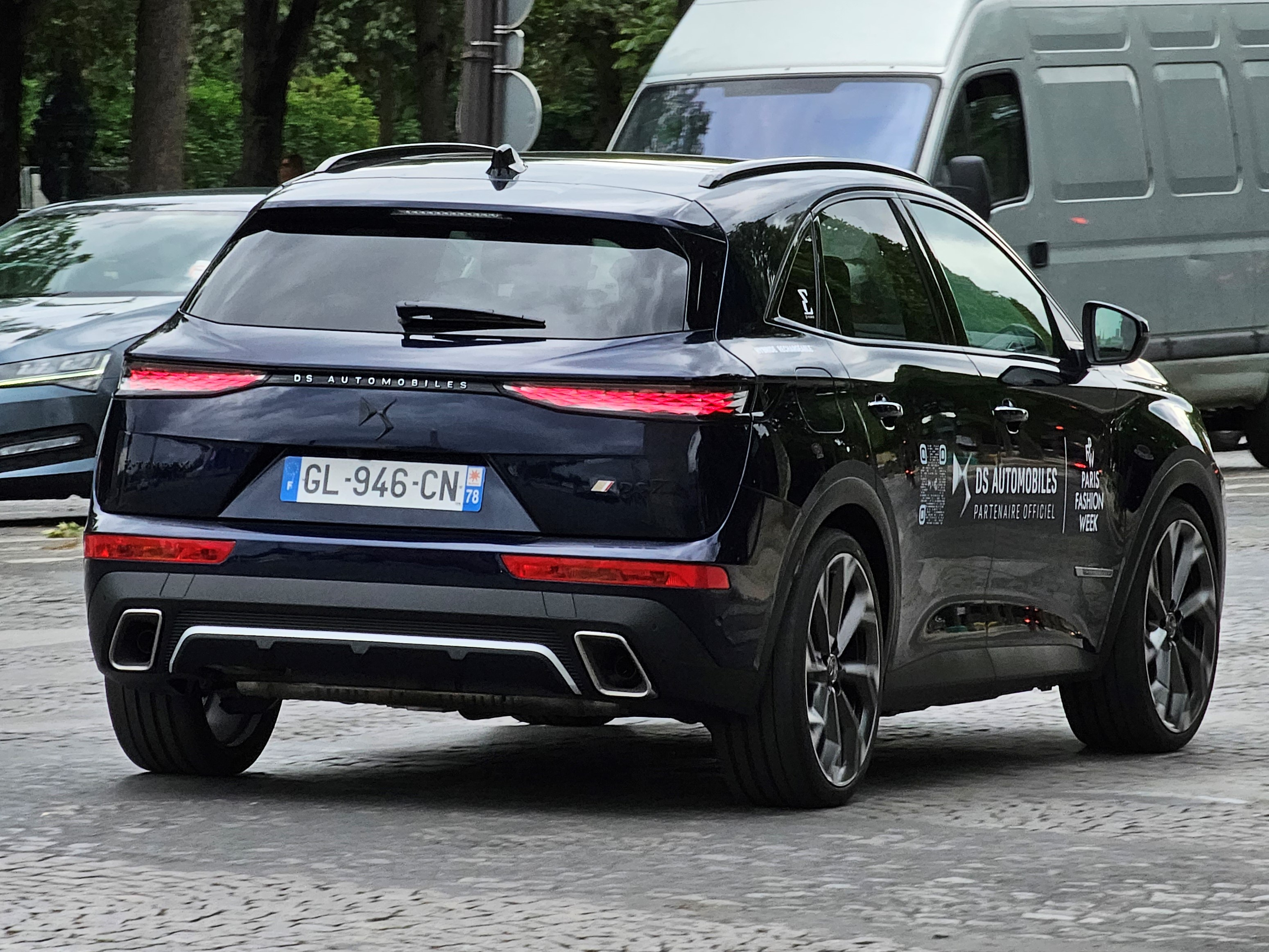
DS 7
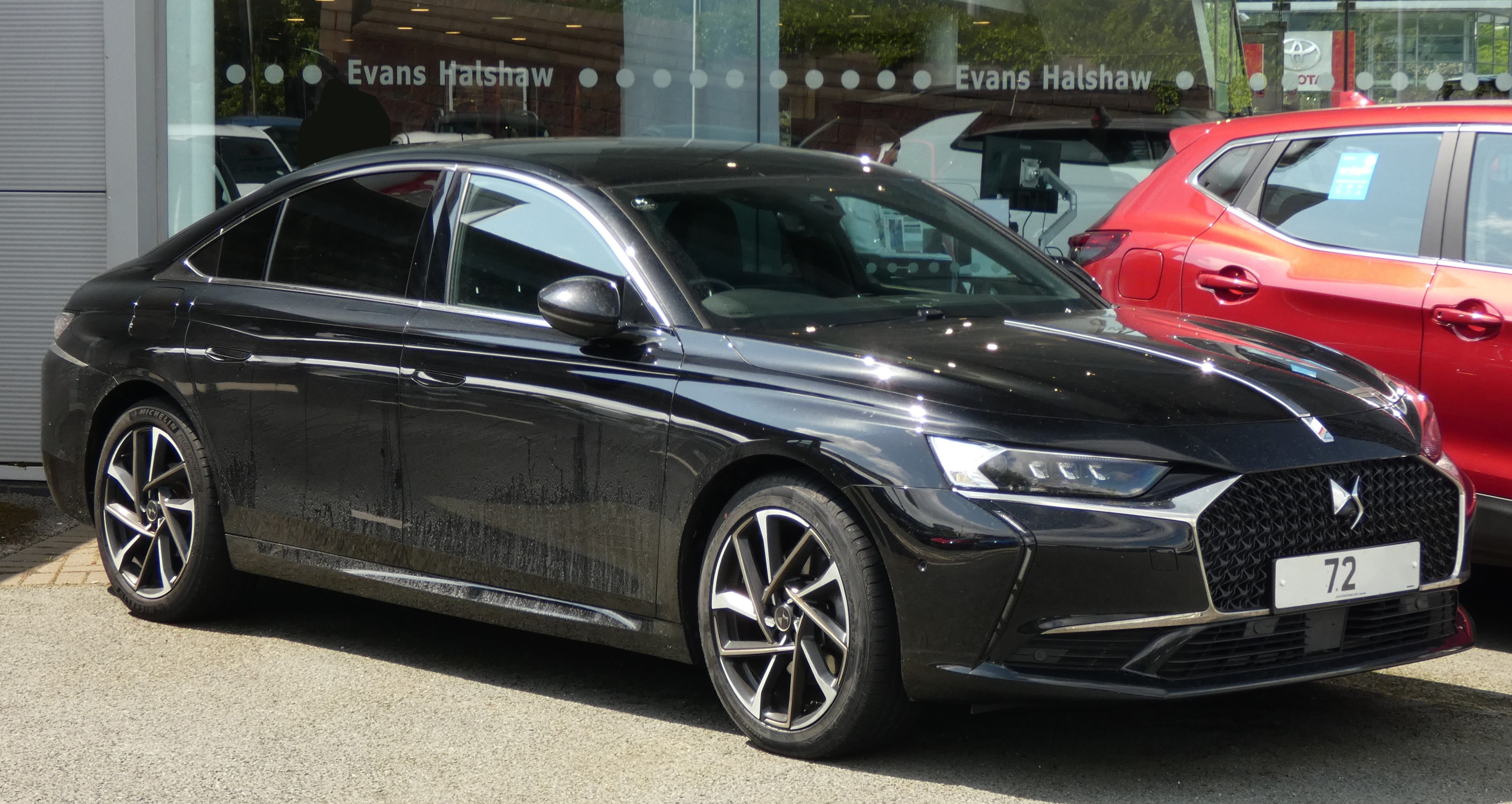
DS 9
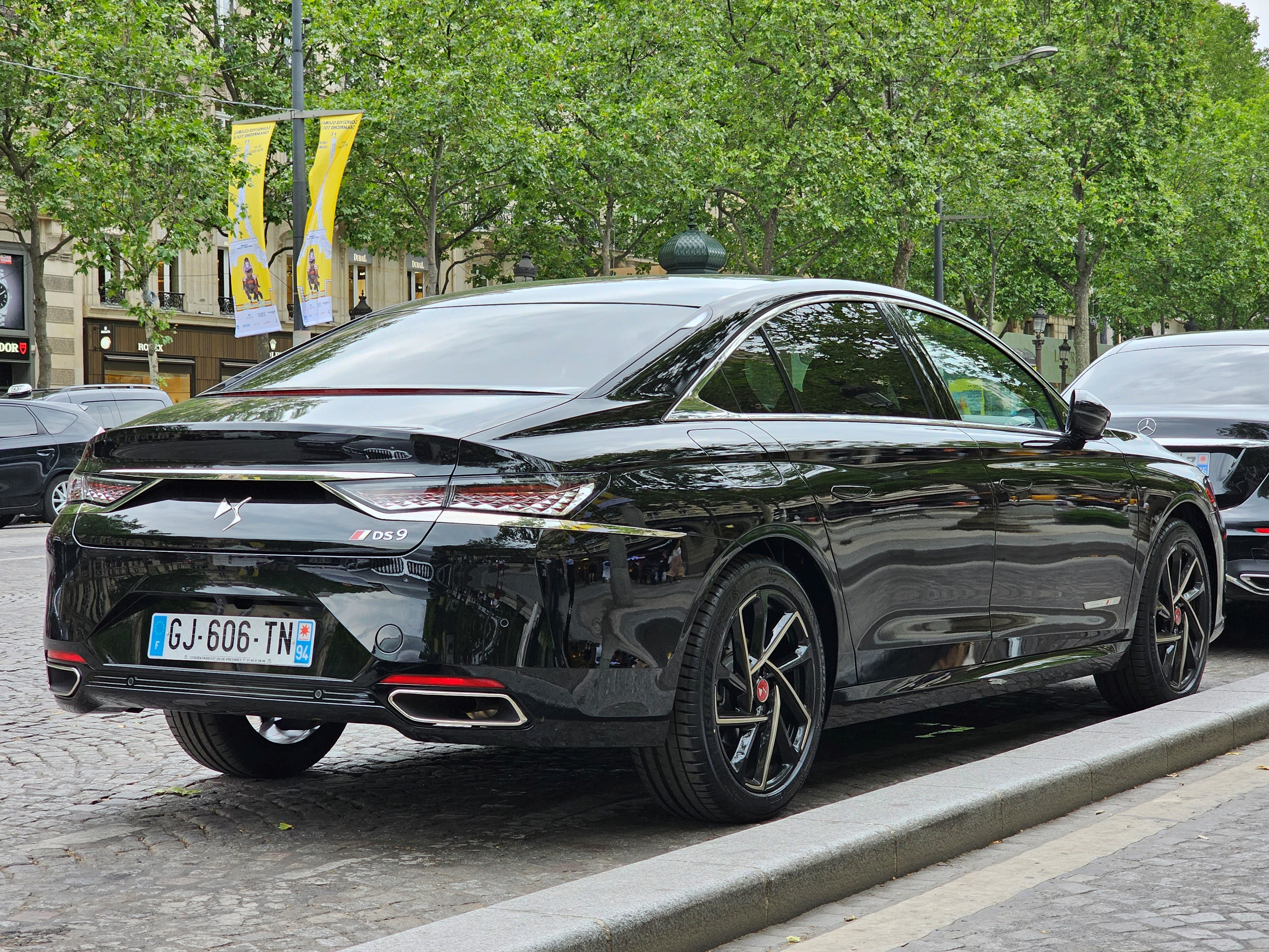
DS 9
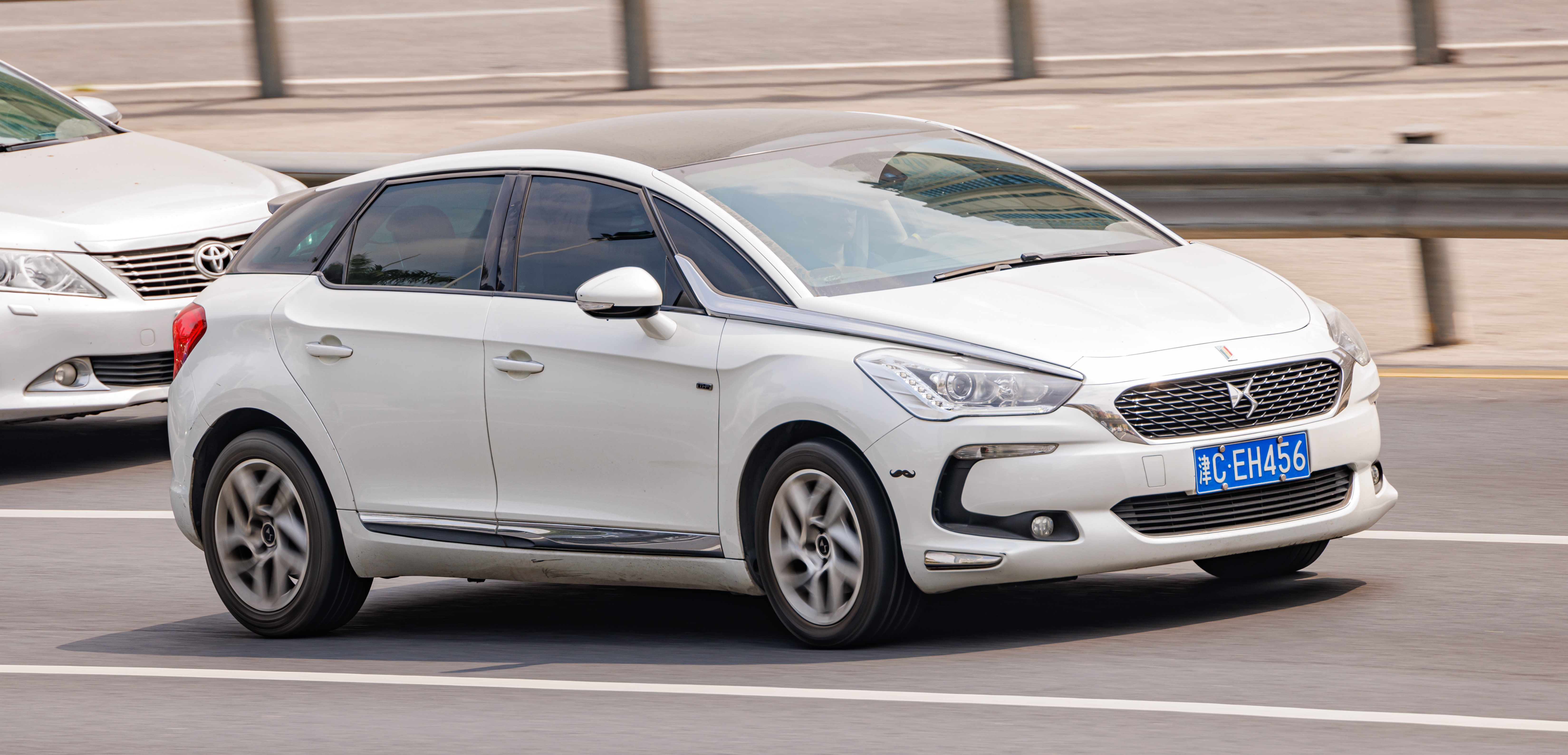
DS 5

## Modelos da DS Automobiles

### De produção
- DS 3
- DS 3 Crossback
- DS 4
- DS 5
- DS 7
- DS 7 Crossback
- DS 9

### Protótipos
- DS Divine
- DS X E-tense
- DS E-tense
- DS Wild Rubis
- DS Revolte

## Automobilismo
A DS Performance é o departamento de competições da DS Automobiles, que afirma ter sido criado para acelerar a transição de eletrificação da marca. Embora o departamento não participe diretamente no automobilismo, eatá envolvendo por meio de parceiros. Auxiliando-os no desenvolvimento tecnológico dos carros de Fórmula E e nas atividades de marketing relacionadas.

### Fórmula E
A DS fez parceria com a equipe britânica Virgin Racing de Richard Branson para a fabricante fornecer trens de força para a equipe a partir da segunda temporada do Campeonato de Fórmula E da FIA. Com a equipe competindo sob o nome DS Virgin Racing até o final da temporada de 2017-18, quando a parceria foi encerrada após a Envision Energy se tornar proprietária majoritária da equipe no início do ano de 2018. A DS Virgin Racing terminou em terceiro lugar na temporada de 2015–16 e nos quarto e terceiro lugares nas temporadas de 2016–17 e de 2017–18, respectivamente.
Para a temporada de 2018–19, a DS passou a fazer parceria com a equipe chinesa Techeetah, que foi renomeada para DS Techeetah. Usando o trem de força DS E-Tense FE 19, a equipe venceu os Campeonatos de Pilotos e Equipes, com Jean-Eric Vergne se tornando o primeiro bicampeão de pilotos da Fórmula E. Este feito foi repetido na temporada seguinte, com António Félix da Costa sagrando-se campeão de pilotos e a DS Techeetah conquistando o título entre as equipes. No Campeonato Mundial de Fórmula E de 2020–21, a equipe terminou em terceiro lugar na classificação geral com 166 pontos. Após a parte chinesa, que operava a equipe, sofrer uma grave crise econômica no decorrer de 2021 e, apesar de sua propriedade permanecer sob a SECA e a China Media Capital, a DS Automobiles absorveu a gestão operacional da DS Techeetah, que foi registrada como uma equipe francesa, para a temporada de 2021–22, a última temporada que a DS tinha contrato de parceria com a Techeetah, com esta parceria terminando no final da temporada. A equipe ficou novamente em terceiro lugar no Campeonato de Equipes, mercado 266 pontos.
A DS fez uma parceria com a equipe estadunidense Dragon / Penske Autosport para criar a DS Penske para a temporada de 2022–23. Em sua primeira temporada como DS Penske, a equipe terminou em quinto lugar na classificação geral do Campeonato de Equipes.

### Resultados
(legenda) (resultados em negrito indicam pole position; resultados em itálico indicam volta mais rápida)
| Ano     | Nome                            | Chassis       | Trem de força                    | Pneus | N.° | Pilotos                | 1   | 2   | 3   | 4   | 5   | 6   | 7   | 8   | 9   | 10  | 11  | 12  | 13  | 14  | 15  | 16  | 17 | Pontos | Class. |
| ------- | ------------------------------- | ------------- | -------------------------------- | ----- | --- | ---------------------- | --- | --- | --- | --- | --- | --- | --- | --- | --- | --- | --- | --- | --- | --- | --- | --- | -- | ------ | ------ |
| 2015–16 | DS Virgin Racing Formula E Team | Spark SRT01-e | Virgin Racing Engineering DSV-01 | M     |     |                        | PEQ | PUT | PDE | BNA | MEX | LBH | PAR | BER | LON | LON |     |     |     |     |     |     |    | 144    | 3°     |
| 2015–16 | DS Virgin Racing Formula E Team | Spark SRT01-e | Virgin Racing Engineering DSV-01 | M     | 2   | Sam Bird               | 7   | 2   | Ret | 1   | 6   | 6   | 6   | 11  | 7   | Ret |     |     |     |     |     |     |    | 144    | 3°     |
| 2015–16 | DS Virgin Racing Formula E Team | Spark SRT01-e | Virgin Racing Engineering DSV-01 | M     | 25  | Jean-Éric Vergne       | 12  | Ret | 7   | 11  | 16  | 13† | 2   | 5   | 3   | 8   |     |     |     |     |     |     |    | 144    | 3°     |
| 2016–17 | DS Virgin Racing                | Spark SRT01-e | DS Virgin DSV-02                 | M     |     |                        | HKG | MAR | BNA | MEX | MON | PAR | BER | BER | NIQ | NIQ | MTR | MTR |     |     |     |     |    | 190    | 4°     |
| 2016–17 | DS Virgin Racing                | Spark SRT01-e | DS Virgin DSV-02                 | M     | 2   | Sam Bird               | 13  | 2   | Ret | 3   | Ret | 16  | 7   | 7   | 1   | 1   | 5   | 4   |     |     |     |     |    | 190    | 4°     |
| 2016–17 | DS Virgin Racing                | Spark SRT01-e | DS Virgin DSV-02                 | M     | 37  | José María López       | Ret | 10  | 10  | 6   | Ret | 2   | 4   | 5   |     |     | Ret | 3   |     |     |     |     |    | 190    | 4°     |
| 2016–17 | DS Virgin Racing                | Spark SRT01-e | DS Virgin DSV-02                 | M     | 37  | Alex Lynn              |     |     |     |     |     |     |     |     | Ret | Ret |     |     |     |     |     |     |    | 190    | 4°     |
| 2017–18 | DS Virgin Racing                | Spark SRT01-e | DS Virgin DSV-03                 | M     |     |                        | HKG | HKG | MAR | SAN | MEX | PDE | ROM | PAR | BER | ZUR | NIQ | NIQ |     |     |     |     |    | 160    | 3°     |
| 2017–18 | DS Virgin Racing                | Spark SRT01-e | DS Virgin DSV-03                 | M     | 2   | Sam Bird               | 1   | 5   | 3   | 5   | Ret | 3   | 1   | 3   | 7   | 2   | 9   | 10  |     |     |     |     |    | 160    | 3°     |
| 2017–18 | DS Virgin Racing                | Spark SRT01-e | DS Virgin DSV-03                 | M     | 36  | Alex Lynn              | 8   | 9   | 10  | Ret | 10  | 6   | Ret | 14  | 16  | 16  | 9   | 10  |     |     |     |     |    | 160    | 3°     |
| 2018–19 | DS Techeetah                    | Spark SRT05e  | DS E-TENSE FE19                  | M     |     |                        | DAR | MAR | SAN | MEX | HKG | SNY | ROM | PAR | MON | BER | SUI | NIQ | NIQ |     |     |     |    | 222    | 1°     |
| 2018–19 | DS Techeetah                    | Spark SRT05e  | DS E-TENSE FE19                  | M     | 25  | Jean-Éric Vergne       | 2   | 5   | Ret | 13  | 13  | 1   | 14  | 6   | 1   | 3   | 1   | 15  | 7   |     |     |     |    | 222    | 1°     |
| 2018–19 | DS Techeetah                    | Spark SRT05e  | DS E-TENSE FE19                  | M     | 36  | André Lotterer         | 5   | 6   | 13  | 5   | 14  | 4   | 2   | 2   | 7   | Ret | 14  | 17  | Ret |     |     |     |    | 222    | 1°     |
| 2019–20 | DS Techeetah                    | Spark SRT05e  | DS E-TENSE FE20                  | M     |     |                        | DAR | DAR | SAN | MEX | MAR | BER | BER | BER | BER | BER | BER |     |     |     |     |     |    | 244    | 1º     |
| 2019–20 | DS Techeetah                    | Spark SRT05e  | DS E-TENSE FE20                  | M     | 13  | António Félix da Costa | 14  | 10G | 2   | 2   | 1   | 1G  | 1   | 4   | 2   | Ret | 9   |     |     |     |     |     |    | 244    | 1º     |
| 2019–20 | DS Techeetah                    | Spark SRT05e  | DS E-TENSE FE20                  | M     | 25  | Jean-Éric Vergne       | Ret | 8   | Ret | 4   | 3   | Ret | 10  | 3G  | 1G  | 18  | 7   |     |     |     |     |     |    | 244    | 1º     |
| 2020–21 | DS Techeetah                    | Spark SRT05e  | DS E-Tense FE20 DS E-Tense FE21  | M     |     |                        | DAR | DAR | ROM | ROM | VAL | VAL | MON | PUE | PUE | NIO | NIO | LON | LON | BER | BER |     |    | 166    | 3º     |
| 2020–21 | DS Techeetah                    | Spark SRT05e  | DS E-Tense FE20 DS E-Tense FE21  | M     | 13  | António Félix da Costa | 11  | 3   | Ret | 7   | DSQ | 22  | 1   | 6   | Ret | 12  | 3   | 8   | Ret | 7   | Ret |     |    | 166    | 3º     |
| 2020–21 | DS Techeetah                    | Spark SRT05e  | DS E-Tense FE20 DS E-Tense FE21  | M     | 25  | Jean-Éric Vergne       | 15  | 12  | 1   | 11  | 9   | 7   | 4   | Ret | 8   | 2   | Ret | 12  | 12  | 6G  | 11  |     |    | 166    | 3º     |
| 2021–22 | DS Techeetah                    | Spark SRT05e  | DS E-Tense FE21                  | M     |     |                        | DAR | DAR | MEX | ROM | ROM | MON | BER | BER | JAC | MAR | NIO | NIO | LON | LON | SEU | SEU |    | 266    | 3º     |
| 2021–22 | DS Techeetah                    | Spark SRT05e  | DS E-Tense FE21                  | M     | 13  | António Félix da Costa | Ret | 12  | 4   | 6   | 13  | 5   | 8   | 6   | 4   | 2   | Ret | 1   | 7   | 5   | 9   | 10  |    | 266    | 3º     |
| 2021–22 | DS Techeetah                    | Spark SRT05e  | DS E-Tense FE21                  | M     | 25  | Jean-Éric Vergne       | 8   | 6   | 3   | 4   | 2   | 3   | 2   | 9   | 2   | 4   | 18  | Ret | 14  | Ret | 6   | 6   |    | 266    | 3º     |
| 2022–23 | DS Penske                       | Spark Gen3    | DS E-Tense FE23                  | H     |     |                        | MEX | DAR | DAR | HAI | CCB | SPL | BER | BER | MON | JAC | JAC | PRT | ROM | ROM | LON | LON |    | 163    | 5º     |
| 2022–23 | DS Penske                       | Spark Gen3    | DS E-Tense FE23                  | H     | 1   | Stoffel Vandoorne      | 10  | 11  | 20  | 8   | 7   | 6   | Ret | 8   | 9   | 4   | 9   | 12  | 11  | 8   | 11  | 5   |    | 163    | 5º     |
| 2022–23 | DS Penske                       | Spark Gen3    | DS E-Tense FE23                  | H     | 25  | Jean-Éric Vergne       | 12  | 7   | 16  | 1   | 2   | 5   | 7   | 3   | 7   | 5   | 16  | 11  | 5   | 15  | Ret | 22  |    | 163    | 5º     |
| 2023–24 | DS Penske                       | Spark Gen3    | DS E-Tense FE23                  | H     |     |                        | MEX | DAR | DAR | HAI | CCB | SPL | BER | BER | MON | JAC | JAC | PRT | ROM | ROM | LON | LON |    | 163    | 5°     |
| 2023–24 | DS Penske                       | Spark Gen3    | DS E-Tense FE23                  | H     | 1   | Stoffel Vandoorne      | 10  | 11  | 20  | 8   | 7   | 6   | Ret | 8   | 9   | 4   | 9   | 12  | 11  | 8   | 11  | 5   |    | 163    | 5°     |
| 2023–24 | DS Penske                       | Spark Gen3    | DS E-Tense FE23                  | H     | 25  | Jean-Éric Vergne       | 12  | 7   | 16  | 1   | 2   | 5   | 7   | 3   | 7   | 5   | 16  | 11  | 5   | 15  | Ret | 22  |    | 163    | 5°     |
| 2024–25 | DS Penske                       | Spark Gen3    | DS E-Tense FE25                  | H     |     |                        | SPL | MEX | GID | GID | MIA | MON | MON | TOQ | TOQ | XAN | XAN | JAC | BER | BER | LON | LON |    | 0*     | °*     |
| 2024–25 | DS Penske                       | Spark Gen3    | DS E-Tense FE25                  | H     | 7   | Maximilian Günther     |     |     |     |     |     |     |     |     |     |     |     |     |     |     |     |     |    | 0*     | °*     |
| 2024–25 | DS Penske                       | Spark Gen3    | DS E-Tense FE25                  | H     | 25  | Jean-Éric Vergne       |     |     |     |     |     |     |     |     |     |     |     |     |     |     |     |     |    | 0*     | °*     |

Notas
* Temporada ainda em andamento.
† – Não completaram a prova, mas foram classificados pois concluíram 90% da prova.
G – Volta mais rápida na fase de grupos da classificação.